# Ommata cribripennis
Ommata cribripennis är en skalbaggsart som beskrevs av Bates 1873. Ommata cribripennis ingår i släktet Ommata och familjen långhorningar. Inga underarter finns listade i Catalogue of Life.